# Wigbert Löer
Wigbert Löer (* 1972 in Soest) ist ein deutscher Sachbuchautor und Journalist.

## Leben
Löer wurde 1972 in Soest geboren und begann bei der Westfalenpost, studierte Politikwissenschaft an der Georg-August-Universität in Göttingen und besuchte die Henri-Nannen-Schule in Hamburg. Er arbeitete als Redakteur und Reporter viele Jahre für das Magazin STERN, befasste sich dort vor allem mit Politik und Sport und zählte zum Investigativ-Team der Redaktion. Ab 2019 recherchierte er einige Jahre für die ARD-Dopingredaktion. Löer veröffentlichte verschiedene Sachbücher bei renommierten Verlagen. Sein Buch „Geld Macht Politik“ (mit Oliver Schröm) schaffte es in die Top 20 der Bestsellerliste des Spiegel. Löer gewann verschiedene Journalistenpreise. Inzwischen ist er vorwiegend als Autor von Sachbüchern und als Entwickler von Autobiografien tätig.

## Bücher
- mit Cornelia Hoppe: Säuferkind, Ullstein, 2024[2]
- mit Nicolas Boudaghi, Alexander Leschik: Im Bann der AfD. Chats, Worte, Taten – zwei Kronzeugen berichten. Europa Verlag, 2021[3]
- mit Hajo Seppelt: Feinde des Sports, Econ, 2019[4]
- mit Maik Meuser, David Schraven: Die Mafia in Deutschland, Econ, 2017[5]
- mit Oliver Schröm: Geld Macht Politik, Droemer, 2014[6]
- mit Rainer Schäfer: René Schnitzler – Zockerliga. Ein Fußballprofi packt aus, Gütersloher Verlagshaus, 2011[7]
- mit Jörg Börjesson: Muskelmacher. Mein gefährliches Spiel mit dem Körper, Econ, 2011[8]
- Nicht nur La Belle. Das Leben der Cordula Grundmann, 2003, Books on Demand[9]

## Auszeichnungen
- 2023: Otto-Brenner-Preis (1. Platz, gemeinsam mit H. Seppelt, J. Winterfeldt, P. Wozny)[10]
- 2020: Journalist des Jahres (Kategorie Sport, gemeinsam mit Team ARD-Dopingredaktion und Correctiv)[11]
- 2018: Reporter-Preis (nominiert, Kategorie Investigation, gemeinsam mit Marta Orosz)[12]
- 2014: Henri-Nannen-Preis (Shortlist, Kategorie Investigation)